# Szaty
Szaty (lit. Šėta) – miasteczko na Litwie, w okręgu kowieńskim, w rejonie kiejdańskim, siedziba starostwa Szaty; 935 mieszkańców (2011); kościół, szkoła, urząd pocztowy.
Miejsce obrad sejmików ziemskich powiatu brasławskiego w 1659 roku.